# Gilgenberg am Weilhart
Gilgenberg am Weilhart – miejscowość i gmina w Austrii, w kraju związkowym Górna Austria, w powiecie Braunau am Inn. Liczy 1,3 tys. mieszkańców.